# Josip Turk (politik)
Josip Turk, slovenski organizator gasilstva in komunalnih dejavnosti v Ljubljani, * 10. april 1865, Ljubljana, † 2. april 1937, Ljubljana.

## Življenje in delo
Turk je po končani osnovni šoli obiskoval 2 razreda realke (1878-1879) in nato trgovsko šolo, 1890 je po očetu prevzel prevozništvo. Leta 1896 je bil izvoljen v ljubljanski občinski svet, kjer je deloval s presledki nad 30 let; bil je: član stavbnega odbora, odbora za regulacijo mesta (razširjenje mestnega vodovoda, elektrarne, klavnice) idr.; v letih 1927–1928 je bil podžupan mesta Ljubljana. Pri Mestni hranilnici ljubljanski je bil član upravnega odbora in ravnateljstva in podpredsednik. Leta 1935 postal častni meščan Ljubljane.
Turkovo poglavitno zanimanje pa je veljalo gasilski organizaciji, ki je bila v Ljubljani dotlej pod nemškim vplivom. Leta 1900 je uvedel pri ljubljanskem gasilskem društvu slovensko poveljevanje, bil od 1904 njegov podnačelnik oziroma do 1936 načelnik. Bil je starešina Gasilske zajednice za Dravsko banovino.